# Ctenotus eurydice
Ctenotus eurydice är en ödleart som beskrevs av  Czechura och WOMBEY 1982. Ctenotus eurydice ingår i släktet Ctenotus och familjen skinkar. Inga underarter finns listade i Catalogue of Life.